# Gigant (manga)
Pour les articles homonymes, voir Gigant.
Gigant est un seinen manga de Hiroya Oku, prépublié dans le magazine Big Comic Superior entre décembre 2017  et septembre 2021 et publié en dix volumes reliés par l'éditeur Shōgakukan. La version française est éditée par Ki-oon.

## Synopsis
Pour Rei, le cinéma est tout ce qui compte dans la vie. Le lycée n'est qu'un prétexte pour monter des projets et parler films avec ses camarades. Il ne l'avouera jamais à ses amis mais son artiste préférée, Papico, ne joue pas dans des œuvres classiques : c'est une star du porno. Il possède toutes ses vidéos, qu'il regarde en cachette. Sa passion prend un tour singulier le jour où des affiches anonymes et injurieuses dévoilent que Papico habite dans le quartier du lycéen.
En bon fan, l'adolescent se précipite pour les arracher au beau milieu de la nuit... quand il se retrouve nez à nez avec son idole. Pour lui, c'est un rêve qui se réalise, ainsi que le début d'une improbable amitié. Rei est loin d'imaginer que l'actrice s'apprête à l'embarquer dans une aventure digne d'un film de SF déjanté, avec super-pouvoirs et extraterrestres à la clé.

## Personnages
Chiho Johansson (ちほヨハンソン, Chiho yohanson), également connue sous son nom de scène Papico (パピコ, Papiko), est le personnage principal féminin de Gigant. Au début de l'histoire, elle était une actrice de vidéos pour adultes, mais plus tard, après avoir sauvé le Japon d'une attaque dévastatrice, elle devient une idole nationale. Chiho déclare donc arrêter les vidéos pour adultes et décide de se concentrer sur sa mission principale. Elle recevra un dispositif qui peut la rendre gigantesque (d'où le titre du manga Gigant pour Géant) et qu'elle utilise pour sauver le public des catastrophes causées par les ETE.
Rei Yokoyamada (横山田 零, Yokoyamada Rei) est le personnage principal masculin dans Gigant. Il est peut-être l'un des plus grands fan de Papico.

## Manga
Gigant commence sa prépublication dans le Big Comic Superior de Shōgakukan le 8 décembre 2017 et se termine le 24 septembre 2021.
La série est publiée en version française par Ki-oon depuis août 2019 et en langue anglaise par Seven Seas Entertainment à partir de mars 2020.

### Liste des volumes
| no | Japonais         | Japonais          | Français          | Français          |
| no | Date de sortie   | ISBN              | Date de sortie    | ISBN              |
| --- | ---------------- | ----------------- | ----------------- | ----------------- |
| 1 | 30 mai 2018      | 978-4-09-189875-3 | 29 août 2019      | 979-10-327-0440-0 |
| Liste des chapitres : Chapitres 1 à 9                                                                                       |                  |                   |                   |                   |
| 2 | 30 octobre 2018  | 978-4-09-860167-7 | 7 novembre 2019   | 979-10-327-0504-9 |
| Liste des chapitres : Chapitres 10 à 18                                                                                     |                  |                   |                   |                   |
| 3 | 28 février 2019  | 978-4-09-860264-3 | 6 février 2020    | 979-10-327-0569-8 |
| Liste des chapitres : Chapitres 19 à 28                                                                                     |                  |                   |                   |                   |
| 4 | 30 août 2019     | 978-4-09-860424-1 | 28 mai 2020       | 979-10-327-0627-5 |
| Liste des chapitres : Chapitres 29 à 38                                                                                     |                  |                   |                   |                   |
| 5 | 28 février 2020  | 978-4-09-860581-1 | 27 août 2020      | 979-10-327-0653-4 |
| Liste des chapitres : Chapitres 39 à 47                                                                                     |                  |                   |                   |                   |
| 6 | 19 août 2020     | 978-4-09-860745-7 | 3 décembre 2020   | 979-10-327-0688-6 |
| Liste des chapitres : Chapitres 48 à 56                                                                                     |                  |                   |                   |                   |
| 7 | 25 décembre 2020 | 978-4-09-860835-5 | 2 septembre 2021  | 979-10-327-0819-4 |
| Liste des chapitres : Chapitres 57 à 65                                                                                     |                  |                   |                   |                   |
| 8 | 30 mars 2021     | 978-4-09-861013-6 | 2 décembre 2021   | 979-10-327-1036-4 |
| Liste des chapitres : Chapitres 66 à 74                                                                                     |                  |                   |                   |                   |
| 9 | 30 août 2021     | 978-4-09-861162-1 | 5 mai 2022        | 979-10-327-1128-6 |
| Liste des chapitres : Chapitres 75 à 82                                                                                     |                  |                   |                   |                   |
| 10 | 28 décembre 2021 | 978-4-09-861233-8 | 1er décembre 2022 | 979-10-327-1207-8 |
| Extra : Au Japon, le tome 10 (ISBN 978-4-09-943099-3) est sorti en édition spéciale.Liste des chapitres : Chapitres 83 à 89 |                  |                   |                   |                   |